# アリエル・ラミレス
アリエル・ラミレス（スペイン語: Ariel Ramírez, 1921年9月4日 - 2010年2月18日）は、アルゼンチンのサンタフェ生まれの作曲家。

## 発展と影響
サンタフェでピアノの勉強を始めてから、ほどなくして、ラミレスは山岳地帯のガウチョやクリオーリョの音楽に魅せられる。コルドバで引き続き音楽の勉強を続けていた時、アルゼンチンの誇るフォルクローレ歌手アタウアルパ・ユパンキと出会う。ユパンキのアドバイスで、からの提案の後で、彼はノルデスチを訪ね、南米の伝統的なリズムを研究する。一方でアカデミックな勉強も続け、同じ時期、ブエノスアイレスのアルゼンチン国立高等音楽院で作曲法を学ぶ。そして、1946年、RCAで最初のレコーディングを行った。
1950年から1954年にかけて、彼は、マドリード、ローマ、ウィーンに渡り、クラシック音楽の勉強をする。帰国してからは、400曲を超えるフォルクローレや流行歌を採取し、アリエル・ラミレス・フォルクローレ楽団を結成する。

## 作曲
テノール、混声合唱、打楽器、鍵盤楽器とアンデスの民族楽器のためのミサ曲『ミサ・クリオージャ』は、彼のもっとも有名な作品である。ミサ曲ではあるが、リズムはチャカレーラ、カルナバリート、エスティロ・パンペアーノといった南米の伝統的リズムに基づいている。歌詞も、第2バチカン公会議で使用が認められた現代語で書かれている（現代語の使用は、同時期に世界中で行われたが、この曲もそうした最初期の一曲）。
1963年から翌1964年にかけて作曲され、1964年に、ラミレス自身が監督、ロス・フロンテリーソス演奏で、フィリップスで録音された。（Phillips 820 39、LP、『アルゼンチンのクリスマス』を同時収録）。初演以後しばらく公演されなかったが、1967年には、ドイツのデュッセルドルフでの公演を皮切りにヨーロッパ・ツアーが行われ、パウロ6世の前でラミレス自身により演奏された。曲は一躍有名になり、ヨルゴス・ダラーラス（1989年）、ホセ・カレーラス（1990年）、メルセデス・ソーサ（1999年）をソリストに迎えた録音が相次いで行われる。
1990年代には、ロンドンのロイヤル・フェスティヴァル・ホールでも公演された。1998年には、東京・サントリーホールで公演されている。このときのピアノ演奏はアリエル・ラミレス本人である。
また、フェリックス・ルーナの作詞、メルセデス・ソーサの歌による組曲『Mujeres Argentinas』(アルゼンチンの女たち)も代表的な作品である。
ラミレスはアルゼンチン音楽著作権協会（SADAIC）の会長を務めていた。
2010年2月18日、肺炎のために逝去。88歳没。

## 代表曲
- ミサ・クリオージャ Misa Criolla 1964年
- アルゼンチンのクリスマス Navidad Nuestra 1964年
- 巡礼 La Peregrinación 1964年
- 首領たち Los caudillos 1965年
- アルゼンチンの女たち Mujeres Argentinas 1969年（組曲）
  - アルフォンシーナと海 Alfonsina y el Mar （「アルゼンチンの女たち」の中の一曲）
  - ファナ・アスルドゥイ Juana Azurduy （「アルゼンチンの女たち」の中の一曲）
- 南アメリカのカンタータ Cantata Sudamericana 1972年
- 平和と正義のためのミサ Misa por la paz y la justicia 1980年
- 悲しみのサンバ La Tristecita
- 国境のクエッカ Cueca de la Frontera（ピアノ曲）

など（「器楽曲の「国境のクエッカ」を除き、いずれも作詞はフェリックス・ルーナ）